# Argument

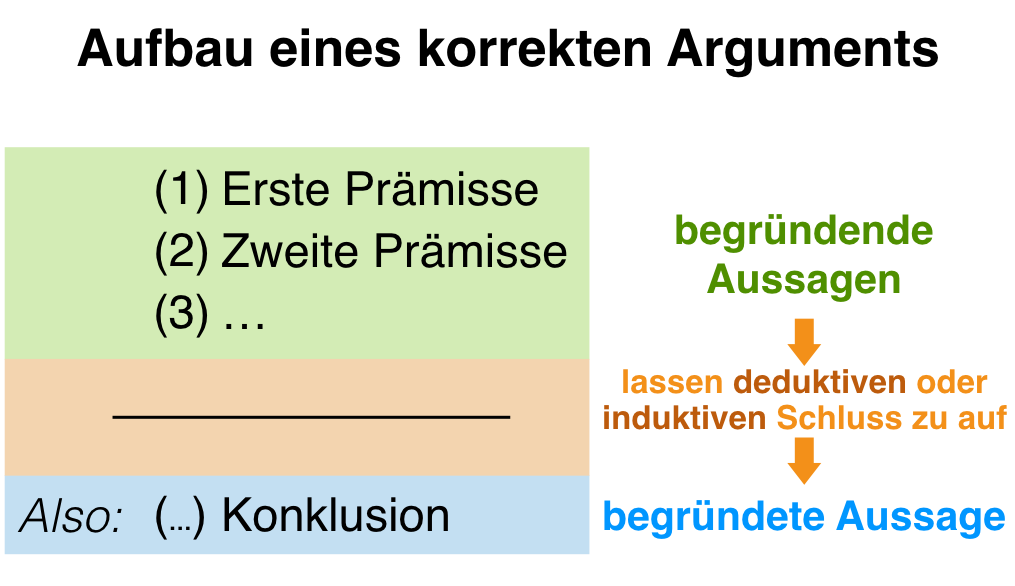
Wesentliche Bestandteile eines Arguments: Prämissen, Konklusion, Schluss

Ein Argument (lateinisch argumentum ‚Darlegung; Gehalt, Beweismittel, Beweisgrund‘ von lateinisch arguere ‚deutlich zu erkennen geben, behaupten, beweisen, zeigen‘) wird typischerweise dazu verwendet, etwas zu begründen oder jemanden zu überzeugen. In Sprachwissenschaft und Philosophie versteht man unter einem Argument eine Abfolge von Aussagen, die aus einer Konklusion und möglicherweise mehreren Prämissen besteht, wobei die Konklusion diejenige Aussage ist, die durch die Prämissen begründet (man sagt auch: gestützt) werden soll. Umgangssprachlich werden unter einem Argument dagegen oft allein die Prämissen verstanden, die zur Begründung der Konklusion dienen.
Mehrere aufeinander bezogene (z. B. aufeinander aufbauende) Argumente bilden eine Argumentation. Wer Argumente aufstellt und diese schriftlich oder mündlich vorbringt, argumentiert. In einer Erörterung werden Argumente geprüft und gegeneinander abgewogen.
Die Argumentationstheorie ist die Wissenschaft vom Argumentieren. Sie weist enge Bezüge sowohl zur Logik auf, die die objektive Gültigkeit von Argumentformen untersucht, als auch zur Rhetorik, die sich damit befasst, wie Argumente überzeugend vorgebracht und formuliert werden können.

## Grundlegende Eigenschaften von Argumenten
Argumente bestehen aus Prämissen und einer Konklusion, wobei die Prämissen typischerweise die Konklusion begründen sollen. Argumente dienen häufig dazu, jemanden zu überzeugen. Dementsprechend gibt es verschiedene Gesichtspunkte, unter denen man ein Argument betrachten kann:
1. Status der Prämissen. Z. B.: Sind die Prämissen wahr? Sind sie ihrerseits gut begründet?[7]
2. Status der Konklusion. Z. B.: Ist die Konklusion wahr? Ist die Konklusion überhaupt strittig? Handelt es sich um eine normative oder um eine deskriptive Aussage? Steht die Konklusion im Widerspruch zu anderen Überzeugungen?[8]
3. Verhältnis von Prämissen und Konklusion. Z. B.: Begründen die Prämissen die Konklusion überhaupt? Angenommen die Prämissen sind wahr, ist dann zwingend die Konklusion wahr, oder ist die Konklusion dann zumindest wahrscheinlicher?[9]

Diese ersten drei Gesichtspunkte bestimmen die „rationale Stärke“ eines Arguments. Wie sich an den ersten beiden Gesichtspunkten erkennen lässt, kann die rationale Stärke eines Arguments von Kontext zu Kontext eine andere sein. Von dieser rationalen Stärke des Arguments sind zum Beispiel zu unterscheiden:
- Tatsächliche Überzeugungskraft („rhetorische Kraft“). Z. B.: Wird eine bestimmte Person aufgrund dieses Arguments tatsächlich von der Konklusion überzeugt oder in ihrer Überzeugung gefestigt? Ist das Argument hinreichend verständlich und interessant, um überhaupt zur Kenntnis genommen zu werden?
- Literarische Qualität. Z. B.: Werden die Aussagen des Arguments in einer Weise formuliert und wird der Gedankengang der Begründung in einer Weise entfaltet, die unter ästhetischen Gesichtspunkten als wertvoll gelten kann?

Grundlegende Eigenschaften, die ein Argument im Hinblick auf seine rationale Stärke besitzen kann, sind: deduktive Gültigkeit, induktive Stärke, Relevanz, Stichhaltigkeit, Zirkularität.

### Deduktive Gültigkeit
In einem deduktiv gültigen (auch: deduktiv korrekten) Argument garantiert die Wahrheit der Prämissen die Wahrheit der Konklusion. Das bedeutet: Es ist unmöglich, dass alle Prämissen wahr sind und die Konklusion falsch ist. Stärker als bei deduktiv gültigen Argumenten kann die Begründungsbeziehung zwischen Prämissen und Konklusion nicht sein. Deduktiv gültige Argumente sind außerdem monoton, d. h. sie bleiben unter Hinzufügung beliebiger weiterer Prämissen gültig, und sind nicht ampliativ, d. h. die Konklusion geht nicht über den Gehalt der Prämissen hinaus.
Deduktiv gültige Argumente können ganz unterschiedliche Inhalte haben, siehe Beispiele 1–4.
| Beispiel 1: Entstehung des Nördlinger Ries |                                                                                    |
| \| \| (1) Bei der Entstehung des Nördlinger Ries wurde das Mineral Coesit erzeugt. \| \| \| (2) Coesit entsteht nur unter den extremen Bedingungen eines Meteoriteneinschlags. \| \| Also: \| (3) Bei der Entstehung des Nördlinger Ries gab es einen Meteoriteneinschlag. \| |                                                                                    |
| | (1) Bei der Entstehung des Nördlinger Ries wurde das Mineral Coesit erzeugt.       |
| | (2) Coesit entsteht nur unter den extremen Bedingungen eines Meteoriteneinschlags. |
| Also: | (3) Bei der Entstehung des Nördlinger Ries gab es einen Meteoriteneinschlag.       |

| Beispiel 2: Ein Argument für Nudging | |
| \| \| (1) Ganz gleich wie man die Gerichte in einer Kantine präsentiert, die jeweils erstgenannten werden (statistisch gesehen) immer bevorzugt. \| \| \| (2) Wenn die jeweils erstgenannten Gerichte in einer Kantine (statistisch gesehen) immer bevorzugt werden, ganz gleich wie man die Gerichte präsentiert, dann ist es moralisch zulässig, die gesündesten Gerichte immer an erster Stelle zu nennen. \| \| Also: \| (3) Es ist moralisch zulässig, die gesündesten Gerichte immer an erster Stelle zu nennen. \| | |
| | (1) Ganz gleich wie man die Gerichte in einer Kantine präsentiert, die jeweils erstgenannten werden (statistisch gesehen) immer bevorzugt. |
| | (2) Wenn die jeweils erstgenannten Gerichte in einer Kantine (statistisch gesehen) immer bevorzugt werden, ganz gleich wie man die Gerichte präsentiert, dann ist es moralisch zulässig, die gesündesten Gerichte immer an erster Stelle zu nennen. |
| Also: | (3) Es ist moralisch zulässig, die gesündesten Gerichte immer an erster Stelle zu nennen. |

| Beispiel 3: Das handlungstheoretische Argument für den Materialismus | |
| \| \| (1) Meine Gedanken, Wünsche, Hoffnungen etc. können physikalische Zustände (nämlich Körperbewegungen) verursachen. \| \| \| (2) Die physikalische Welt ist kausal geschlossen, d. h. physikalische Zustände können nur durch physikalische Zustände verursacht werden. \| \| Also: \| (3) Meine Gedanken, Wünsche, Hoffnungen etc. sind selbst physikalische Zustände. \| | |
| | (1) Meine Gedanken, Wünsche, Hoffnungen etc. können physikalische Zustände (nämlich Körperbewegungen) verursachen.                         |
| | (2) Die physikalische Welt ist kausal geschlossen, d. h. physikalische Zustände können nur durch physikalische Zustände verursacht werden. |
| Also: | (3) Meine Gedanken, Wünsche, Hoffnungen etc. sind selbst physikalische Zustände.                                                           |

|       | (1) Eine Erhöhung der Staatsausgaben kann nur über Steuern oder über Schulden finanziert werden.                                               |
|       | (2) Werden höhere Staatsausgaben über Steuern finanziert, so reduzieren die Haushalte den privaten Konsum entsprechend der höheren Steuerlast. |
|       | (3) Werden höhere Staatsausgaben indes über Schulden finanziert, so antizipieren die Haushalte die zukünftig höheren Steuerzahlungen.          |
|       | (4) Antizipieren die Haushalte zukünftig höhere Steuerzahlungen, reduzieren sie den privaten Konsum bereits heute entsprechend.                |
| Also: | (5) Wenn die Staatsausgaben erhöht werden, dann reduzieren die Haushalte den privaten Konsum (heute) entsprechend. (Aus 1–4)                   |

|       | (6) Zieht eine Erhöhung der Staatsausgaben eine entsprechende Reduktion des privaten Konsum nach sich, so ist eine Erhöhung der Staatsausgaben konjunkturell wirkungslos. |
|       | Untersatz |
| Also: | (7) Eine Erhöhung der Staatsausgaben ist konjunkturell wirkungslos. (Aus 5,6)                                                                                             |

### Induktive Stärke
In sog. induktiv starken oder nicht-deduktiv korrekten Argumenten besteht eine geeignete Begründungsbeziehung zwischen Prämissen und Konklusion, allerdings ist die Stützungsrelation schwächer als in deduktiv gültigen Argumenten: Die Wahrheit der Prämissen garantiert hier nicht die Wahrheit der Konklusion, stattdessen wird die Konklusion durch die Prämissen – so die Standardformel – plausibler oder wahrscheinlicher gemacht. Je nachdem, wie stark die Konklusion gestützt wird, spricht man von induktiv schwächeren und stärkeren Argumenten. Induktiv starke Argumente sind nicht monoton: Wenn man eine Prämisse hinzufügt, kann aus einem induktiv starken ein induktiv schwaches Argument werden. Zudem sind induktiv starke Argumente in der Regel ampliativ, d. h. die Konklusion behauptet mehr, als bereits mit den Prämissen ausgesagt wird.
Beispiele für induktiv starke Argumente:
| Beispiel 5: Friedliche Demokratien (enumerative Induktion) | |
| \| \| (1) Bisher hat noch kein demokratischer Staat einen anderen demokratischen Staat militärisch angegriffen. \| \| \| \| \| Also: \| (2) Demokratien führen keine Kriege untereinander. \| | |
| | (1) Bisher hat noch kein demokratischer Staat einen anderen demokratischen Staat militärisch angegriffen. |
| | |
| Also: | (2) Demokratien führen keine Kriege untereinander.                                                        |

| Beispiel 6: Medikamentenversuch (statistischer Test) | |
| \| \| (1) Wenn das getestete Medikament tatsächlich wirkungslos wäre, dann wäre es extrem unwahrscheinlich, dass nahezu alle Patienten, denen das Medikament verabreicht wurde, gesunden, während sich der Zustand der Patienten, die ein Placebo eingenommen haben, ausnahmslos verschlechtert. \| \| \| (2) Es ist aber der Fall, dass nahezu alle Patienten, denen das Medikament verabreicht wurde, gesunden, während sich der Zustand der Patienten, die ein Placebo eingenommen haben, ausnahmslos verschlechtert. \| \| Also: \| (3) Das Medikament ist nicht wirkungslos, es ist effektiv. \| | |
| | (1) Wenn das getestete Medikament tatsächlich wirkungslos wäre, dann wäre es extrem unwahrscheinlich, dass nahezu alle Patienten, denen das Medikament verabreicht wurde, gesunden, während sich der Zustand der Patienten, die ein Placebo eingenommen haben, ausnahmslos verschlechtert. |
| | (2) Es ist aber der Fall, dass nahezu alle Patienten, denen das Medikament verabreicht wurde, gesunden, während sich der Zustand der Patienten, die ein Placebo eingenommen haben, ausnahmslos verschlechtert.                                                                             |
| Also: | (3) Das Medikament ist nicht wirkungslos, es ist effektiv. |

| Beispiel 7: Arzturteil (Argument aus der Expertise) |                                                                                 |
| \| \| (1) Mein Arzt sagt, dass ich gesund bin. \| \| \| (2) Mein Arzt ist ein Experte für Sachverhalte, die meine Gesundheit betreffen. \| \| Also: \| (3) Ich bin gesund. \| |                                                                                 |
| | (1) Mein Arzt sagt, dass ich gesund bin.                                        |
| | (2) Mein Arzt ist ein Experte für Sachverhalte, die meine Gesundheit betreffen. |
| Also: | (3) Ich bin gesund.                                                             |

Fügt man dem Argument in Beispiel 7 als weitere Prämisse hinzu, dass mein Arzt unter Drogen steht und dass sein Stellvertreter mich krankgeschrieben hat, so wird daraus ein induktiv schwaches Argument. Dies illustriert die Nicht-Monotonie induktiv starker Argumente.

### Relevanz
Viele Argumente enthalten Prämissen, die irrelevant sind, weil sie entfernt werden können, ohne dass das Argument deduktiv ungültig wird oder an induktiver Stärke einbüßt.
| Beispiel 8: Verbot von Killerspielen |                                                |
| \| \| (1) Killerspiele machen süchtig. \| \| \| (2) Killerspiele verherrlichen Gewalt. \| \| \| (3) Was süchtig macht, sollte verboten werden. \| \| Also: \| (4) Killerspiele sollten verboten werden. \| |                                                |
| | (1) Killerspiele machen süchtig.               |
| | (2) Killerspiele verherrlichen Gewalt.         |
| | (3) Was süchtig macht, sollte verboten werden. |
| Also: | (4) Killerspiele sollten verboten werden.      |

Das Argument in Beispiel 8 ist deduktiv gültig; die Prämisse (2) ist allerdings in diesem Argument nicht relevant, denn Konklusion (4) folgt bereits zwingend aus (1) und (3).

### Stichhaltigkeit
Die Eigenschaften der deduktiven Gültigkeit und der induktiven Stärke charakterisieren einzig das Verhältnis zwischen Prämissen und Konklusion. Sie sagen nichts darüber aus, ob die Prämissen wahr oder falsch sind. Ein induktiv starkes oder deduktiv gültiges Argument, das außerdem noch die Eigenschaft besitzt, dass alle seine Prämissen wahr sind, nennt man stichhaltig.
Nach allem, was wir heute über das Nördlinger Ries wissen, ist das Argument in Beispiel 1 nicht nur deduktiv gültig, sondern auch stichhaltig.
Das folgende Argument (Beispiel 9) besitzt indes falsche Prämissen:
| Beispiel 9: Paris |                                                                         |
| \| \| (1) Paris ist die Hauptstadt des Vereinigten Königreichs. \| \| \| (2) In der Hauptstadt des Vereinigten Königreichs steht der Eiffelturm. \| \| Also: \| (3) In Paris steht der Eiffelturm. \| |                                                                         |
| | (1) Paris ist die Hauptstadt des Vereinigten Königreichs.               |
| | (2) In der Hauptstadt des Vereinigten Königreichs steht der Eiffelturm. |
| Also: | (3) In Paris steht der Eiffelturm.                                      |

Es ist deduktiv gültig, aber nicht stichhaltig. Dass ein deduktiv gültiges Argument falsche Prämissen besitzt, bedeutet nicht zwangsläufig, dass seine Konklusion falsch ist (wie das Beispiel zeigt).

## Form von Argumenten
Argumente lassen sich gemäß ihrer Form charakterisieren und klassifizieren. Betrachten Sie hierfür die Argumente in Beispiel 10 und 11:
| Beispiel 10: Dostojewskis Diktum |                                                        |
| \| \| (1) Wenn Gott nicht existiert, dann ist alles erlaubt. \| \| \| (2) Es ist nicht der Fall, dass alles erlaubt ist. \| \| Also: \| (3) Gott existiert. \| |                                                        |
| | (1) Wenn Gott nicht existiert, dann ist alles erlaubt. |
| | (2) Es ist nicht der Fall, dass alles erlaubt ist.     |
| Also: | (3) Gott existiert.                                    |

| Beispiel 11: Waffeninspektoren |                                                                                                |
| \| \| (1) Wenn der Staat keine Massenvernichtungswaffen besitzt, dann lässt er Inspektoren ins Land. \| \| \| (2) Der Staat lässt keine Inspektoren ins Land. \| \| Also: \| (3) Der Staat besitzt Massenvernichtungswaffen. \| |                                                                                                |
| | (1) Wenn der Staat keine Massenvernichtungswaffen besitzt, dann lässt er Inspektoren ins Land. |
| | (2) Der Staat lässt keine Inspektoren ins Land.                                                |
| Also: | (3) Der Staat besitzt Massenvernichtungswaffen.                                                |

So besitzen etwa die Argumente in Beispiel 10 und 11 die gleiche Form, insofern ihnen beiden ein und dasselbe Schema (s. Beispiel 12) zugrunde liegt.
| Beispiel 12: Variante Modus tollens |                           |
| \| \| (1) Wenn nicht p, dann q. \| \| \| (2) Nicht q. \| \| Also: \| (3) p. \| |                           |
| Durch Einsetzen von Aussagen (d. h. ganzen Sätzen, die wahr oder falsch sein können) für die Platzhalter “p” und “q” lässt sich aus dem Schema in Beispiel 12 sowohl das Argument in Beispiel 10 als auch das Argument in Beispiel 11 gewinnen. |                           |
| | (1) Wenn nicht p, dann q. |
| | (2) Nicht q.              |
| Also: | (3) p.                    |

Ein und demselben Argument können unterschiedliche Schemata zugrunde liegen.
Die logische Form von Argumenten wird durch Schemata beschrieben, in denen neben Platzhaltern einzig sog. logische Formwörter – Ausdrücke wie “und”, “nicht”, “alle”, “genau dann, wenn” u. a. – vorkommen (wie in dem Schema in Beispiel 12). Wichtige weitere Schemata sind etwa Modus ponens, disjunktiver Syllogismus, und Kettenschluss. Die logische Form von Argumenten ist für die Argumentanalyse besonders aufschlussreich, da sich mit ihr ggf. nachweisen lässt, dass ein Argument tatsächlich deduktiv gültig ist. Anhand der logischen Form von Argumenten lassen sich auch typische Arten von Fehlschlüssen unterscheiden.
Zur Systematisierung und Klassifizierung von Argumenten werden neben den logischen Schlussformen noch weitere Argumentationsmuster unterschieden, in denen auch inhaltliche Ausdrücke verwendet werden (vgl. etwa Schemata in Beispiel 13 und 14).
| Beispiel 13: Schluss auf die beste Erklärung |                                                                     |
| \| \| (1) Die Annahme, dass p, ist die beste Erklärung für Sachverhalt q. \| \| \| (2) Sachverhalt q ist eine erklärungsbedürftige Tatsache. \| \| Also: \| (3) p. \| |                                                                     |
| | (1) Die Annahme, dass p, ist die beste Erklärung für Sachverhalt q. |
| | (2) Sachverhalt q ist eine erklärungsbedürftige Tatsache.           |
| Also: | (3) p.                                                              |

| Beispiel 14: Argument aus dem Zeugnis anderer |                                                                        |
| \| \| (1) Person a ist ein zuverlässiger Experte für Sachverhalte der Art X. \| \| \| (2) Sachverhalt p ist ein Sachverhalt der Art X. \| \| \| (3) Person a behauptet wahrhaftig, dass Sachverhalt p. \| \| Also: \| (4) p. \| |                                                                        |
| | (1) Person a ist ein zuverlässiger Experte für Sachverhalte der Art X. |
| | (2) Sachverhalt p ist ein Sachverhalt der Art X.                       |
| | (3) Person a behauptet wahrhaftig, dass Sachverhalt p.                 |
| Also: | (4) p.                                                                 |

Argumente nach den Mustern in Beispiel 13 und 14 – wie etwa Beispiel 15 und 16 – sind in der Regel nicht deduktiv gültig.
| Beispiel 15: Das Aussterben der Dinosaurier | |
| \| \| (1) Ein Meteoriteneinschlag in der Kreidezeit ist die beste Erklärung für das Aussterben der Dinosaurier. \| \| \| (2) Das Aussterben der Dinosaurier ist eine erklärungsbedürftige Tatsache. \| \| Also: \| (3) Es gab einen Meteoriteneinschlag in der Kreidezeit. \| | |
| | (1) Ein Meteoriteneinschlag in der Kreidezeit ist die beste Erklärung für das Aussterben der Dinosaurier. |
| | (2) Das Aussterben der Dinosaurier ist eine erklärungsbedürftige Tatsache.                                |
| Also: | (3) Es gab einen Meteoriteneinschlag in der Kreidezeit.                                                   |

| Beispiel 16: Ärztliche Diagnose |                                                                            |
| \| \| (1) Mein Arzt ist ein zuverlässiger Experte für medizinische Sachverhalte. \| \| \| (2) Dass ich gesund bin, ist ein medizinischer Sachverhalt. \| \| \| (3) Mein Arzt behauptet wahrhaftig, dass ich gesund bin. \| \| Also: \| (4) Ich bin gesund. \| |                                                                            |
| | (1) Mein Arzt ist ein zuverlässiger Experte für medizinische Sachverhalte. |
| | (2) Dass ich gesund bin, ist ein medizinischer Sachverhalt.                |
| | (3) Mein Arzt behauptet wahrhaftig, dass ich gesund bin.                   |
| Also: | (4) Ich bin gesund.                                                        |

Diskurszusammenhänge sind teils durch besondere Argumentationsmuster gekennzeichnet: abduktive Argumente sind beispielsweise für das wissenschaftliche Argumentieren charakteristisch, transzendentale Argumente für das philosophische Argumentieren, oder Dammbruch-Argumente für politische Diskurse.

## Argumente analysieren
Wenn wir miteinander oder mit uns selbst argumentieren, führen wir Argumente so gut wie niemals vollständig aus: Prämissen werden oft nur angedeutet, häufig auch stillschweigend vorausgesetzt; die Konklusion ergibt sich vielmals nur aus dem Kontext.
Prämissen eines Arguments, die nicht ausdrücklich angeführt werden, nennt man implizite Prämissen. Argumente mit impliziten Prämissen heißen Enthymeme.
Die Argumentanalyse zielt darauf ab, all die impliziten, d. h. nicht-genannten Bestandteile eines Arguments transparent und so einer kritischen Bewertung zugänglich zu machen. Die Argumentanalyse ist im Kern eine hermeneutische Methode: Mit ihr wird ein Text oder eine Rede unter dem Gesichtspunkt des Begründens systematisch interpretiert. Bei der Analyse und Rekonstruktion von Argumenten gibt es einen Interpretationsspielraum.
Ein zentraler Leitgedanke der Argumentanalyse ist das Prinzip der wohlwollenden Interpretation. Es fordert, den bestehenden Interpretationsspielraum so zu nutzen, dass eine Begründung als ein möglichst starkes und möglichst überzeugendes Argument rekonstruiert wird.

## Argumente darstellen
Als Standarddarstellung von Argumenten hat sich etabliert, zunächst die einzelnen Prämissen und schlussendlich die Konklusion (markiert durch einen Schlussstrich oder ein anderes Schlussfolgerungssymbol) aufzulisten (siehe Darstellung der Beispielargumente).
Argumentationen, in denen bereits erschlossene Konklusionen in anderen Teilargumenten als Prämissen verwendet werden und somit als Zwischenkonklusionen fungieren, lassen sich ebenfalls in Listenform darstellen, wobei es hilfreich ist, die Abhängigkeiten der Zwischenkonklusionen anzugeben (s. etwa Argumentation in Beispiel 4).

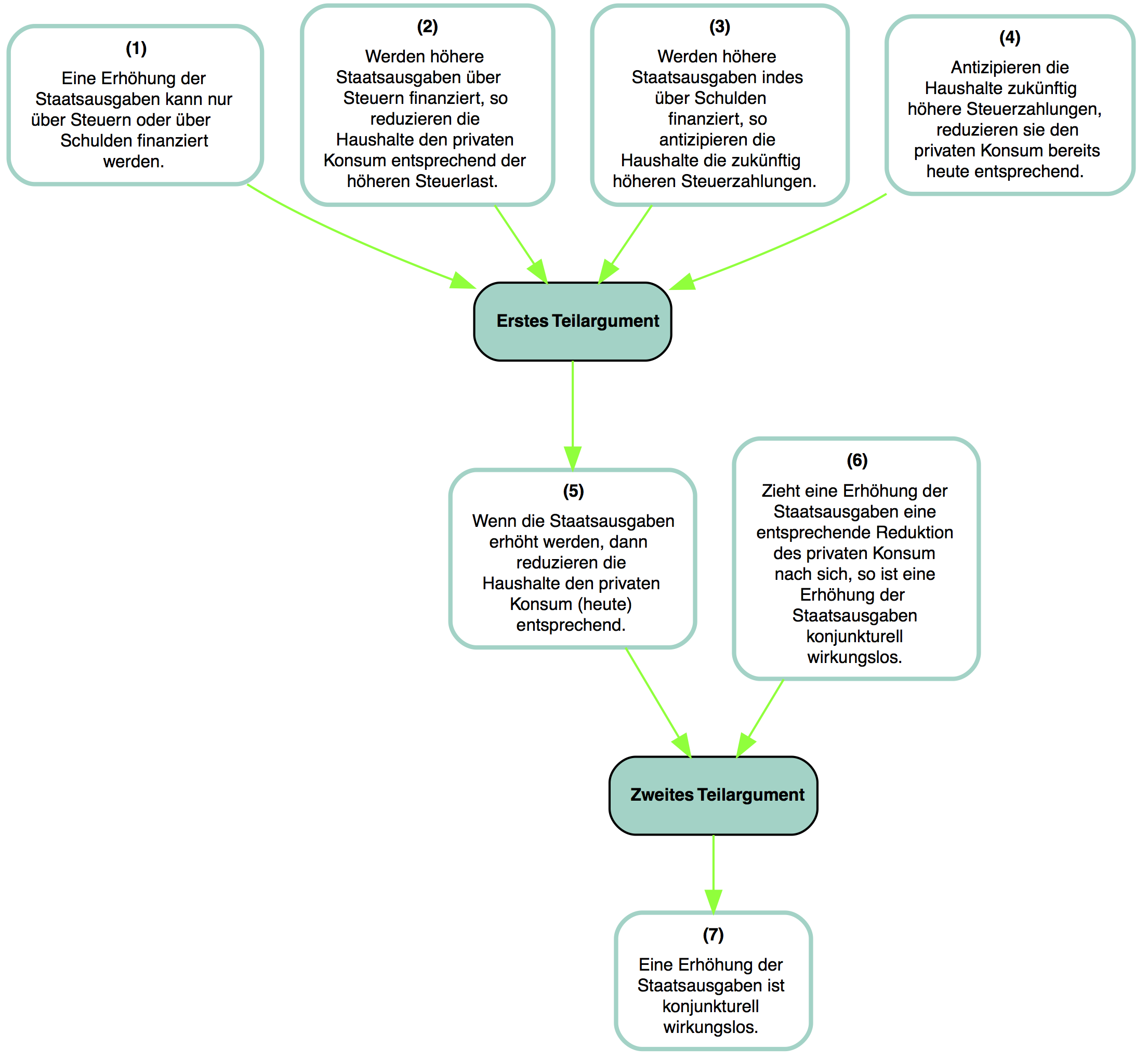
Inferenzdiagramm eines wirtschaftsliberalen Arguments, erstellt mit argdown.org.

Der interne Aufbau einer Argumentation kann durch sog. Inferenzdiagramme visualisiert werden (s. die Darstellung von Beispiel 4 in der Abbildung rechts).
Ganze Debatten, in denen sich Argumente stützend und angreifend aufeinander beziehen, lassen sich als Argumentkarten (argument maps) analysieren und präsentieren.
Wie man wiederum die Ergebnisse einer detaillierten Argumentanalyse (welche in Standardform und ggf. als Argumentkarte vorliegen) in einem Fließtext präsentiert, hängt insbesondere davon ab,
- welche Ziele man mit dem Text verfolgt (z. B.: eine These verteidigen, einen Debattenstand darstellen, eine Interpretation plausibel machen etc.) und
- an welche Adressaten sich der Text richtet.

Für das Verfassen solcher Texte gibt es keine Rezepte. Allzu starre Vorgaben für das Schreiben argumentativer Texte (wie sie sich z. B. teils in der Deutschdidaktik unter dem Stichwort “Erörterung” finden) werden kritisch beurteilt.

## Ziele des Argumentierens

### Unmittelbare und finale Ziele des Argumentierens
Wer argumentiert, zeigt zunächst nur Begründungszusammenhänge auf und behauptet, dass bestimmte Aussagen eine andere Aussage zwingend begründen, oder doch zumindest plausibilisieren. Solche Begründungszusammenhänge zu klären, kann selbst wiederum ganz unterschiedlichen Zielen dienen, z. B.:
- dem Erkenntnisgewinn;
- der guten Entscheidungsfindung;
- der Herstellung kohärenter Überzeugungen;
- dem Verständnis der Standpunkte anderer;
- der Auflösung von Meinungsverschiedenheiten.

Argumente üben dabei – frei nach Habermas – nur einen “eigentümlich zwanglosen Zwang” aus: Sie zwingen uns zwar, eine Konklusion als wahr (oder plausibel) zu akzeptieren, wenn wir die Prämissen akzeptieren. Dieser Zwang bleibt aber insofern zwanglos, als sie uns immer die Wahl lassen, eine Prämisse abzulehnen anstatt der Konklusion zuzustimmen. Argumente können, anders gesagt, Änderungen an einem Überzeugungssystem als Ganzes erzwingen, lassen aber offen, wie genau ein Überzeugungssystem modifiziert werden muss.
Neben dem Argumentieren gibt es zahlreiche weitere Methoden, sich selbst oder eine andere Person von etwas zu überzeugen. Beobachtung oder intuitive Heuristiken sind Beispiele nicht-argumentativer Überzeugungsbildung. Weisen der Überzeugungsbildung lassen sich unter dem Gesichtspunkt ihrer Rationalität (Erkenntnistheorie), ihrer tatsächlichen Überzeugungskraft (Rhetorik) oder ihrer psychologischen Funktionsweise (Kognitionswissenschaft) untersuchen. Nicht-argumentative Überzeugungsbildung ist nicht zwangsläufig irrational. Gleichwohl gilt das Argumentieren als paradigmatische Methode rationaler Überzeugungsbildung.

### Regeln des begründungsorientierten Diskutierens
Neben den formalen Regeln der Logik und Argumentationstheorie wurden allgemein verschiedene Diskussions-, Diskurs-, Debatten- oder Argumentationsregeln vorgeschlagen. Unter anderem werden sie in der Diskurstheorie erforscht.
Was konkret ein guter Diskurs oder eine gute Diskussion ist, hängt natürlich von den Zielen, die die Teilnehmer verfolgen, ab. Es gibt zahlreiche Listen für solche Regeln, die jedoch für ganz unterschiedliche Zielsetzungen von Diskursen oder Diskussionen entwickelt wurden (s. Streitkultur, Diskussionsregeln).

## Empirische Perspektiven auf das Argumentieren
Das Argumentieren lässt sich einerseits als eine normative Praxis verstehen: Man kann richtig und falsch argumentieren, so wie man auch richtig und falsch rechnen kann. Das ist die Perspektive der Argumentationstheorie, Diskurstheorie und Logik, in der Argumente unter dem Gesichtspunkt der rationalen Stärke evaluiert werden (vgl. Grundlegende Eigenschaften von Argumenten).
Andererseits lässt sich das Argumentieren aber auch rein deskriptiv betrachten: Man beschreibt die tatsächliche argumentative Praxis möglichst adäquat und versucht argumentatives Verhalten zu erklären. Ganz verschiedene Disziplinen untersuchen das Argumentieren aus dieser Perspektive:
In den Politikwissenschaften und der Soziologie stehen soziale und kollektive Mechanismen politischer Debatten und Deliberation im Vordergrund.
In den Kommunikationswissenschaften wird etwa die Relevanz von Argumenten in öffentlichen Debatten mittels empirischer Diskursanalysen bestimmt.
In Psychologie und Kognitionswissenschaft werden die kognitiven Grundlagen des Argumentierens erforscht. In den letzten Jahrzehnten sind in der Kognitionswissenschaft zahlreiche empirische Arbeiten zum Argumentieren erschienen. Einflussreich waren die Arbeiten von Daniel Kahneman und Amos Tversky. Die empirische Forschung belegt, dass tatsächliche Denkprozesse dem Ideal rationaler Argumentation nur selten vollständig genügen, sondern sich in der Regel an approximativen, schnellen Heuristiken orientieren.

## Historische Hinweise
Mit der Einsicht, dass sich Argumente gemäß ihrer Form charakterisieren und klassifizieren lassen, hat Aristoteles die Logik und Argumentationstheorie begründet. Besonders strikte und detaillierte Regeln des begründungsorientierten Diskutierens wurden schon in der mittelalterlichen Scholastik entwickelt und praktiziert (s. Disputation). Unter rhetorischen Gesichtspunkten, d. h. im Hinblick auf ihre Überzeugungskraft, diskutiert Arthur Schopenhauer in der Eristischen Dialektik effektive Argumentationsstrategien. Gottlob Frege ist der Begründer der modernen Logik, der wirkmächtigen Theorie des deduktiv gültigen Schließens. In Gegenbewegung dazu haben Stephen Toulmin und andere Vertreter der informellen Logik dargelegt, dass es nicht einzig die formal-logische Form ist, anhand derer sich interessante und aufschlussreiche Typen von Argumenten unterscheiden lassen.

## Argumentation Mining
Das Ziel von Argumentation Mining ist die automatische Identifizierung von Argumentationsstrukturen in Texten durch das Nutzen von Künstlicher Intelligenz. Dadurch kann zum Beispiel Unterstützung bei der Erstellung von argumentativen Texten gegeben werden.